# Monte Castellino - Le Forbici
Monte Castellino - Le Forbici este o arie protejată (arie specială de conservare — SAC, sit de importanță comunitară — SCI) din Italia întinsă pe o suprafață de 662 ha, integral pe uscat.

## Localizare
Centrul sitului Monte Castellino - Le Forbici este situat la coordonatele 44°14′22″N 10°24′19″E / 44.239444°N 10.405278°E.

## Înființare
Situl Monte Castellino - Le Forbici a fost declarat sit de importanță comunitară în iunie 1995 pentru a proteja 1 specie de plante și 6 specii de animale. Situl a fost protejat și ca arie specială de conservare în decembrie 2016.

## Biodiversitate
Situată în ecoregiunea continentală, aria protejată conține 9 habitate naturale: Grohotișuri termofile și vest-mediteraneene, Pante stâncoase silicioase cu vegetație casmofită, Păduri de fag Luzulo-Fagetum, Grohotișuri silicioase de la nivelul montan până la nivelul zăpezii (Androsacetalia alpinae și Galeopsietalia ladani), Roci stâncoase cu vegetație pionieră de Sedo-Scleranthion sau Sedo albi-Veronicion dillenii, Pajiști alpine și boreale, Pajiști uscate europene, Mlaștini turboase de tranziție și turbării mișcătoare, Pajiști boreale și alpine pe substrat silicios.
La baza desemnării sitului se află mai multe specii protejate:
- plante (1): Primula apennina
- păsări (5): acvilă de munte (Aquila chrysaetos), vânturel roșu (Falco tinnunculus), sfrâncioc roșiatic (Lanius collurio), mierlă de piatră (Monticola saxatilis), pietrar sur (Oenanthe oenanthe)
- mamifere (1): lupul (Canis lupus)

Pe lângă speciile protejate, pe teritoriul sitului au mai fost identificate 23 de specii de plante.